# Antonio Vacca
Antonio Vacca (Quartu Sant'Elena, 8 agosto 1934 – Cagliari, 22 dicembre 2020) è stato un vescovo cattolico italiano.

## Biografia
Nasce a Quartu Sant'Elena, in provincia e arcidiocesi di Cagliari, l'8 agosto 1934.

### Formazione e ministero sacerdotale
Frequenta il seminario arcivescovile di Cagliari e, in seguito, quello di Cuglieri: qui ottiene la laurea in teologia.
Il 28 luglio 1957 è ordinato presbitero.
Dopo l'ordinazione diventa docente e, successivamente, vicerettore nel seminario arcivescovile di Cagliari. Nel 1965 è nominato vicario parrocchiale della chiesa di Sant'Ambrogio a Monserrato, mentre nel 1968 diviene il parroco fondatore della parrocchia di Nostra Signora delle Grazie a Sestu, dove rimane fino al 1977, quando è trasferito come parroco della Beata Vergine del Rimedio in San Lucifero a Cagliari.

### Ministero episcopale
Il 18 febbraio 1993 papa Giovanni Paolo II lo nomina vescovo di Alghero-Bosa; succede a Giovanni Pes, dimessosi per raggiunti limiti di età. Il 21 marzo seguente riceve l'ordinazione episcopale, nella basilica di Nostra Signora di Bonaria a Cagliari, dall'arcivescovo Ottorino Pietro Alberti, coconsacranti l'arcivescovo Pier Giuliano Tiddia e il vescovo Giovanni Cogoni. Il 9 maggio prende possesso della diocesi.
Dal maggio al 31 ottobre 2004 è amministratore apostolico sede vacante di Sassari.
Il 30 settembre 2006 papa Benedetto XVI accoglie la sua rinuncia alla guida pastorale della diocesi di Alghero-Bosa, presentata per gravi motivi di salute; gli succede Giacomo Lanzetti, fino ad allora vescovo ausiliare di Torino. Rimane amministratore apostolico della diocesi fino all'ingresso del successore, avvenuto il 25 novembre seguente.
Muore nel pomeriggio del 22 dicembre 2020 a Cagliari, all'età di 86 anni, a causa di un tumore alla gola. Il 24 dicembre vengono celebrate le esequie dall'arcivescovo Giuseppe Baturi, nella basilica di Sant'Elena Imperatrice a Quartu Sant'Elena.

## Genealogia episcopale
La genealogia episcopale è:
- Cardinale Scipione Rebiba
- Cardinale Giulio Antonio Santori
- Cardinale Girolamo Bernerio, O.P.
- Arcivescovo Galeazzo Sanvitale
- Cardinale Ludovico Ludovisi
- Cardinale Luigi Caetani
- Cardinale Ulderico Carpegna
- Cardinale Paluzzo Paluzzi Altieri degli Albertoni
- Papa Benedetto XIII
- Papa Benedetto XIV
- Cardinale Enrico Enriquez
- Arcivescovo Manuel Quintano Bonifaz
- Cardinale Buenaventura Córdoba Espinosa de la Cerda
- Cardinale Giuseppe Maria Doria Pamphilj
- Papa Pio VIII
- Papa Pio IX
- Cardinale Alessandro Franchi
- Cardinale Giovanni Simeoni
- Cardinale Antonio Agliardi
- Cardinale Basilio Pompilj
- Cardinale Adeodato Piazza, O.C.D.
- Cardinale Sebastiano Baggio
- Arcivescovo Ottorino Pietro Alberti
- Vescovo Antonio Vacca